# Брици
Бри́ци (латыш. Brici; устар. Брице) — населенный пункт (латыш. skrajciems) в Дзербенской волости Вецпиебалгского края. Расположен на юго-востоке волости в 4,4 км от волостного центра Дзербене, 23,1 км от краевого центра Вецпиебалги и 115,9 км от Риги.
Населенный пункт находится в стороне от автодорог страны, в месте, где речка Межмальупите впадает в Гаую.